# Makhai
Les Makhai (en grec ancien Μάχαι / Mákhai, « Batailles » ; au singulier Μάχη / Mákhê) sont, dans la mythologie grecque des esprits des batailles et des combats, fils et filles d'Éris, tout comme les Hysminai, les Androktasiai, et les Phonoi.

## Famille
Dans les Théogonies d'Hésiode, ce dernier mentionne leur mère: Eris (la Discorde), et leurs frères et sœurs: Lavov (le labeur), Léthé (l'Oubli), Limos (la Famine), les Algos (La Douleur), les Hysminai (Batailles), les Phonoi (Meurtres), les Androktasiai (les massacres), les Neikea (Querelles), le Pseudea (Mensonges), les Logoi (Histoires), les Amphillogiai (les Conflits), Dysnomia (l'Anomie), Até (la Ruine), et Horkos (le Serment).

## Makhai spécifiques
Bien que généralement présentés comme un groupe, certains Makhai sont individualisés :
- Homados
- Kydoimos

## Culture populaire
- Dans le jeu vidéo de rôle et d'action (dit hack & slash) Titan Quest: Immortal Throne développé par Iron Lore (2007), les Makhai sont des ennemis, que l'on peut trouver dans le monde final du jeu, "Hadès".
- Les Machai font une apparition dans le film La Colère des Titans de Jonathan Liebesman (2012). Ils y apparaissent d'abord comme membre des troupes d'Hadès puis plus tard de Cronos. Les Machai sont similaires aux Moliones, avec une peau noire de charbon, deux jambes, six bras, deux têtes et deux torses dos à dos, ce qui leur permet d'attaquer plus d'une personne.
- Dans le roman Le Sang de l'Olympe de Rick Riordan (2014), Asclépios utilise les Machai (ici assimilés à Phobos et Deimos, les enfants jumeaux d'Arès et d'Aphrodite), la malédiction de Délos (qui est en fait l'une des petites fleurs jaunes que Délos a germées à la naissance d'Artémis et d'Apollon), et la Menthe pylosienne afin de créer un remède.